# 古贤镇
古贤乡，是中华人民共和国河南省安陽市汤阴县下辖的一个乡镇级行政单位。

## 行政区划
古贤乡下辖以下地区：
古贤村、北韩庄村、李庄村、支村、枣园村、西段村、东段村、瓦子岗村、东冢上村、东隆化村、北士昌村、南韩庄村、大朱庄村、南士昌村、南周流村、河岸村、小朱庄村、北周流村、寺昌屯村、前路村和后路村。